# Chorizocarpa sydneyensis
Chorizocarpa sydneyensis is een zakpijpensoort uit de familie van de Styelidae. De wetenschappelijke naam van de soort is, als Chorizocormus sydneyensis, voor het eerst geldig gepubliceerd in 1891 door Herdman.